# Nijhoffs Geschiedenislexicon
Nijhoffs Geschiedenislexicon Nederland en België is een encyclopedie die tal van onderwerpen uit de geschiedenis van Nederland en België kort behandelt. Het boek werd samengesteld door H.W.J. Volmuller, in samenwerking met de redactie van de Grote Oosthoek en in 1981 uitgegeven door Martinus Nijhoff. Op de omslag prijkt de Leo Belgicus.

## Inhoud
Het boek telt 655 bladzijden. De vele honderden lemmata zijn soms zeer beknopt, maar beslaan in sommige gevallen ook meer pagina's. Daarnaast is een aantal zwart-wit-illustraties opgenomen, waaronder historische prenten. Voorts werden -vaak uitgebreide- bronvermeldingen toegevoegd. Om de omvang van het lexicon beperkt te houden, werden geen lemmata omtrent kunst en literatuur opgenomen en beperkte men zich voornamelijk tot de politieke aspecten van de geschiedenis. Onderwerpen als Rembrandt van Rijn zal men dus in dit lexicon niet aantreffen. Peter Paul Rubens wordt wél vermeld, doch enkel in zijn hoedanigheid als vertrouwensman van aartshertogin Isabella. De lemmata lopen van Aa, Abraham Jacob van der tot en met Zwolle. Hoewel het boek zeer vaak wordt geraadpleegd en als bron wordt geciteerd, is nimmer een tweede uitgave verschenen en is het boek nog slechts antiquarisch verkrijgbaar.